# Subcorticoccus
Subcorticoccus är ett släkte av insekter. Subcorticoccus ingår i familjen filtsköldlöss.
Kladogram enligt Catalogue of Life:
| Subcorticoccus | \| \| Subcorticoccus beardsleyi \| \| \| \| \| \| Subcorticoccus huonamnis \| \| \| \| \| \| Subcorticoccus murrindindi \| \| \| \| |
|                | \| \| Subcorticoccus beardsleyi \| \| \| \| \| \| Subcorticoccus huonamnis \| \| \| \| \| \| Subcorticoccus murrindindi \| \| \| \| |
|                | Subcorticoccus beardsleyi |
|                | |
|                | Subcorticoccus huonamnis |
|                | |
|                | Subcorticoccus murrindindi |
|                | |